# Zembē Mizoguchi

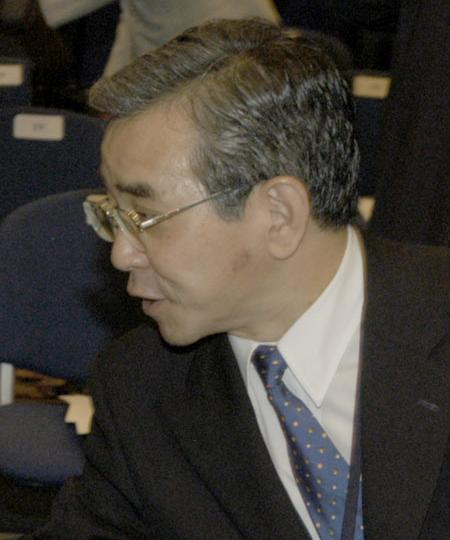
Zembē Mizoguchi, 2003

Zembē Mizoguchi (jap. 溝口 善兵衛, Mizoguchi Zembē; * 20. Januar 1946 in Masuda, Präfektur Shimane; † 20. August 2024) war ein japanischer Politiker und von 2007 bis April 2019 Gouverneur von Shimane.
Mizoguchi, Absolvent der wirtschaftswissenschaftlichen Fakultät der Universität Tokio, wurde nach seinem Abschluss 1968 Beamter im Finanzministerium, wo er 1998 die Leitung des Ministersekretariats (daijin-kambō) und 1999 die Leitung der Internationalen Abteilung (kokusai-kyoku) übernahm. 1985 wurde er vorübergehend in die Weltbank entsandt. 2003 wurde er zaimukan (früher sanjikan, im Finanzministerium eine Position unterhalb der beamteten Staatssekretäre), 2004 übernahm er die Leitung des Kokusai Kin’yū Jōhō Centre („Berichtszentrum für internationale Finanzen“, englisch Japan Center for International Finance), einer vom Finanzministerium eingerichteten Stiftung.
2007 bewarb sich Mizoguchi bei den einheitlichen Regionalwahlen im April in seiner Heimatpräfektur Shimane um die Nachfolge von Gouverneur Nobuyoshi Sumita. Mit formaler Unterstützung von LDP und Kōmeitō, aber gegen nur einen KPJ-Gegenkandidaten gewann er die Wahl mit rund 80 Prozent der Stimmen. Bei der Wahl 2011 wurde er in der gleichen Kandidatenkonstellation für weitere vier Jahre im Amt bestätigt. Wie sein Vorgänger unterstützte er die japanischen Ansprüche auf Takeshima/Dokdo – seit 2006 begeht die Präfekturverwaltung jedes Jahr einen „Takeshima-Tag“, um dies zu bekräftigen. 2010 genehmigte er gegen die Proteste einzelner Anwohnergruppen den Betrieb des Kernkraftwerks Shimane in Matsue, das wegen Sicherheitsmängeln für Monate abgeschaltet worden war. Nach drei Amtsperioden als Gouverneur ging er im April 2024 in den Ruhestand.
Mizoguchi starb am 20. August 2024 im Alter von 78 Jahren.